# Heinrich Schachtebeck
August Louis Hermann Heinrich Schachtebeck (* 6. August 1886 in Diemarden bei Göttingen; † 12. März 1965 in Leipzig) war ein deutscher Geiger, Dirigent und Hochschullehrer.

## Leben

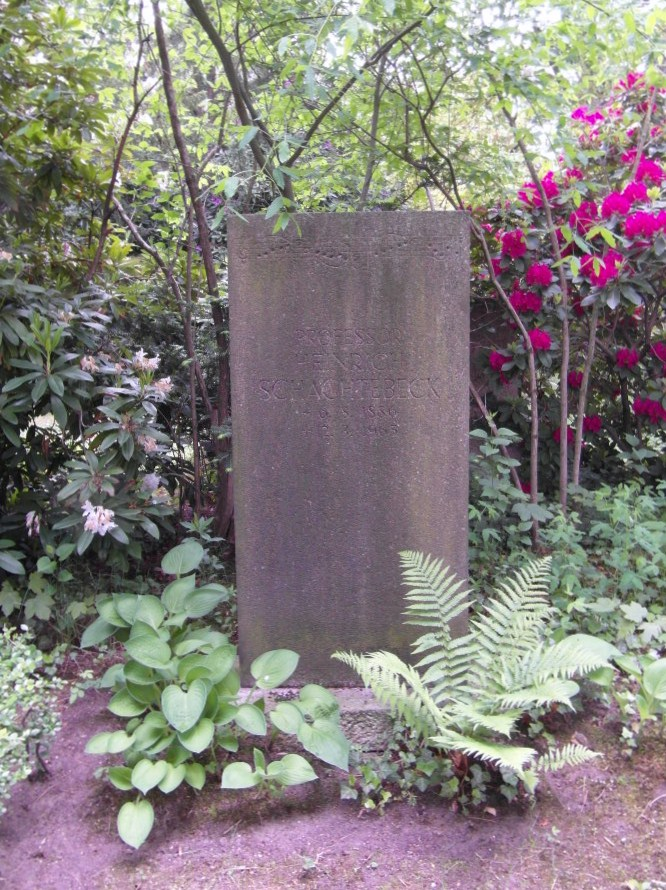
Grabstätte Heinrich Schachtebeck auf dem Südfriedhof in Leipzig

Schachtebeck besuchte die Höhere Bürgerschule in Göttingen und erhielt seinen ersten Violinunterricht bei Eduard Gustav Wolschke, dem damaligen Chefdirigenten des Göttinger Stadtkapelle. Er studierte von 1904 bis 1905 Violine bei Arno Hilf am Leipziger Konservatorium. Danach erhielt er privaten Unterricht bei Walter Hansmann und nahm an Konzerten im Gewandhaus zu Leipzig teil.
1908 wurde er Geiger im Gewandhausorchester. 1909 wurde er erster Konzertmeister am Theater Leipzig. Von 1911 bis 1914 war er Konzertmeister des Philharmonischen Winderstein-Orchesters. Außerdem wurde er wiederholt in das Bayreuther Festspielorchester berufen (1911/12, 1914, 1931, 1933/34). Schachtebeck spielte von 1915 bis 1943 als Primarius in unterschiedlichen Besetzungen im Schachtebeck Streichquartett. Während des Ersten Weltkriegs diente er als Soldat.
Von 1929 bis 1936 war er Dozent an der Universität Leipzig, wurde aber wegen seiner Ehe mit der aus Odessa stammenden  Pianistin und „Halbjüdin“ Augusta Schachtebeck-Sorocker († 1944) entlassen. Auch das Landestheater Altenburg kündigte die Stelle, die er nur mit Sondergenehmigung halten konnte, und so war er ab 1944 ohne feste Anstellung. 
Im Jahr 1945 wurde er Chefdirigent des Leipziger Sinfonie-Orchesters. Von 1946 bis 1948 war er Violinlehrer und kommissarischer Direktor der Musikhochschule in Leipzig. Von 1948 bis 1954 wirkte er als Professor an der Universität Leipzig. Er gründete die Abteilung Musikerziehung (heute: Institut für Musikerziehung) an der Pädagogischen Fakultät ebenda. Mit dem Collegium musicum hatte er mehrere Auftritte.
Schachtebeck wurde 1933 Mitglied des Deutschen Musikerverbands. Er gehörte der Gesellschaft für Deutsch-Sowjetische Freundschaft und dem Kulturbund der DDR an. Seit 1946 war er Mitglied der SED und seit 1946 des FDGB.